# Calgary Surge
I Calgary Surge sono una società di pallacanestro canadese con sede a Calgary, nell'Alberta.
Nacquero nel 2019 a Guelph, nell'Ontario, come Guelph Nighthawks, e disputano il campionato della CEBL.
Nell'ottobre del 2022 assunsero la denominazione attuale.

## Stagioni
| Stagione | Lega | Denominazione     | V | P  | %    | Piazzamento | Play-off         |
| -------- | ---- | ----------------- | - | -- | ---- | ----------- | ---------------- |
| 2019     | CEBL | Guelph Nighthawks | 6 | 14 | 30,0 | 5º          | -                |
| 2020     | CEBL | Guelph Nighthawks | 3 | 3  | 50,0 | 5º          | Quarti di finale |
| 2021     | CEBL | Guelph Nighthawks | 5 | 9  | 35,7 | 5º          | Quarti di finale |
| 2022     | CEBL | Guelph Nighthawks | 5 | 9  | 50,0 | 7º          | Quarti di finale |